# 恋ピューター
『恋ピューター』（こいピューター）は、日本テレビ系列局ほかで放送されていた読売テレビ製作の恋愛バラエティ番組シリーズである。
1時間番組時代のタイトルは『ザ・恋ピューター』（ザ・こいピューター）、30分番組時代のタイトルは『三枝の恋ピューター』（さんしのこいピューター）。1時間番組時代と30分番組時代とでタイトルが異なるが、内容自体は基本的に同じである。いずれも司会は桂三枝（後の6代目桂文枝）が務めていた。

## ルール

### 予選
巨大なポイントボードとカプセルで毎週マドンナとなる女性をめぐり、赤色・青色・橙色・桃色・緑色・黄色・紫色の7人（後に桃色が外されて6人→3人または4人が後半に勝ち残り。後述）の男性が争っていた。企画によっては、男女の立場を逆転させることもあった。
男性7人はさまざまな質問に答えるが、男女全員のデータ（職業、趣味、理想の異性像、好きなタレント）をあらかじめコンピュータに登録してあり、マドンナ側の希望と一致していないとポイントを獲得できなくなり、失格となる。失格者は椅子が舞台後方のカプセルに吸い込まれ、都はるみの「好きになった人」の一節「♪サヨーナーラ サヨーナラー」に合わせてシャッターが下りてしまう（後期のシャッターには三枝のおどけたポーズのイラストが描かれていた）。
後半でマドンナとご対面となり、最終的に勝ち残れば豪華賞品が贈られた。ちなみに登場する時に三枝が「△△に輝く○○」と言うのがお約束だった。

### 相性診断
カップル誕生後には大屋政子が相性を占う（1時間時代のみ）。ただ、「占う」とは言っても大屋自身が占い師ではないため、カップルの印象から良い所を褒める程度の簡単なものだった。コーナータイトルは「大屋政子の相性診断」。

### ラストゲーム
前期のラストゲームは、前期は誕生した2組のカップルがハワイ旅行を掛けて、カード（ただし表は特殊加工により見えず、機械にかけないと点数が分からない）を用いたブラックジャックゲーム「恋ピューター21」だった。
後期のラストゲームは、6つのカプセルから選んでスチュワーデスが出ればハワイ旅行が貰える「カプセルチャンス」だった。いずれも成功すれば天井から大量の紙吹雪が降る。両者失敗する回も存在した。

### その他
- 朝日放送の『ラブアタック!』に「かぐや姫」として出場した女性が、素性を隠して本番組に出演したことがある。
- 54分枠時代か30分枠時代かは不明だが、乳首から乳が出ると言う特異体質の男性が本番組に出演したことがある。その男性は編集者、ライター、漫画原作者として活躍している竹熊健太郎の友人である。[1]。また竹熊本人も54分枠時代の1981年頃に出演している。

## 放送時間
いずれも日本標準時。
- 月曜 22:00 - 22:54 （『ザ・恋ピューター』時代、1980年10月6日 - 1982年2月22日）
- 土曜 19:00 - 19:30 （『三枝の恋ピューター』時代、1982年3月6日 - 1982年9月18日）

月曜時代は休止は年末年始程度だったが、土曜時代はプロ野球中継の時は休止していた。

## 出演者

### 司会
- 桂三枝 - メイン司会。
- あべ静江 - 『ザ・恋ピューター』時代前期のサブ司会。
- 西川峰子 - 『ザ・恋ピューター』時代後期のサブ司会。
- 高見知佳 - 『三枝の恋ピューター』時代のサブ司会。

### その他の出演者
両名とも『ザ・恋ピューター』時代。
- 三笑亭夢之助 - アシスタント。
- 大屋政子 - 占い師役。

## スタッフ
- 構成：尼子成夫、疋田哲夫
- 音楽：キダ・タロー
- ディレクター：梅渓通彦
- プロデューサー：今岡大爾
- 制作：金子豊
- 制作協力：吉本興業
- 制作著作：よみうりテレビ

## テーマ曲
本番組のテーマソングはキダ・タローが作曲したものである。『三枝の恋ピューター』時代のテーマソングは、キダのCD『浪花のモーツァルト・キダ・タローのすべて』に収められている。
オープニングのイラストは成瀬國晴が描いたものである。

## ネット局
系列は当時の系列。☆は『ザ・恋ピューター』時代のネット局。
| 放送対象地域   | 放送局             | 系列                                         | 備考                                                                |
| -------------- | ------------------ | -------------------------------------------- | ------------------------------------------------------------------- |
| 近畿広域圏     | 読売テレビ         | 日本テレビ系列                               | 製作局                                                              |
| 関東広域圏     | 日本テレビ         | 日本テレビ系列                               | ☆                                                                   |
| 北海道         | 札幌テレビ         | 日本テレビ系列                               | ☆                                                                   |
| 青森県         | 青森放送           | 日本テレビ系列 テレビ朝日系列                |                                                                     |
| 岩手県         | テレビ岩手         | 日本テレビ系列                               |                                                                     |
| 宮城県         | ミヤギテレビ       | 日本テレビ系列                               | ☆                                                                   |
| 秋田県         | 秋田放送           | 日本テレビ系列                               |                                                                     |
| 山形県         | 山形放送           | 日本テレビ系列 テレビ朝日系列                |                                                                     |
| 福島県         | 福島中央テレビ     | 日本テレビ系列                               | ☆（1981年10月から） 1981年9月まではテレビ朝日系列とのクロスネット局 |
| 山梨県         | 山梨放送           | 日本テレビ系列                               |                                                                     |
| 新潟県         | テレビ新潟         | 日本テレビ系列                               | ☆（1981年4月の開局時から）                                          |
| 長野県         | テレビ信州         | 日本テレビ系列 テレビ朝日系列                |                                                                     |
| 静岡県         | 静岡第一テレビ     | 日本テレビ系列                               | ☆                                                                   |
| 富山県         | 北日本放送         | 日本テレビ系列                               | 同時ネット                                                          |
| 石川県         | 北陸放送           | TBS系列                                      |                                                                     |
| 福井県         | 福井放送           | 日本テレビ系列                               | 同時ネット                                                          |
| 中京広域圏     | 中京テレビ         | 日本テレビ系列                               | ☆                                                                   |
| 鳥取県・島根県 | 日本海テレビ       | 日本テレビ系列                               | ☆                                                                   |
| 広島県         | 広島テレビ         | 日本テレビ系列                               | ☆                                                                   |
| 山口県         | 山口放送           | 日本テレビ系列 テレビ朝日系列                |                                                                     |
| 徳島県         | 四国放送           | 日本テレビ系列                               |                                                                     |
| 香川県         | 西日本放送         | 日本テレビ系列                               | ☆ 当時の放送対象地域は香川県のみ                                    |
| 愛媛県         | 南海放送           | 日本テレビ系列                               |                                                                     |
| 高知県         | 高知放送           | 日本テレビ系列                               |                                                                     |
| 福岡県         | 福岡放送           | 日本テレビ系列                               | ☆                                                                   |
| 長崎県         | 長崎放送           | TBS系列                                      |                                                                     |
| 熊本県         | くまもと県民テレビ | 日本テレビ系列                               | 1982年3月27日のサービス放送開始時から                               |
| 大分県         | テレビ大分         | 日本テレビ系列 フジテレビ系列 テレビ朝日系列 |                                                                     |
| 宮崎県         | 宮崎放送           | TBS系列                                      |                                                                     |
| 鹿児島県       | 南日本放送         | TBS系列                                      |                                                                     |